# Берта (тропічний шторм, 2020)
Тропічний шторм «Берта» (англ. Tropical Storm Bertha)  – швидкоплинний, короткочасний і несезонний тропічний шторм, який вразив Східне узбережжя США в кінці травня 2020 року. Другий названий шторм дуже активного сезону ураганів в Атлантиці 2020 року.
Шторм  спричинив рясні опади та повені на півдні Флориди, а також короткий торнадо. Тропічний шторм затримав запуск Crew Dragon Demo-2 з мису Канаверал на три дні. У Південну Кароліну шторм приніс сильний прибій та опади, що спричинили незначні повені. Коли шторм перемістився в Північну Кароліну, його залишки створили короткий торнадо, тоді як повені призвели до кількох рятувальних заходів у місті Серф.

## Метеорологічна історія

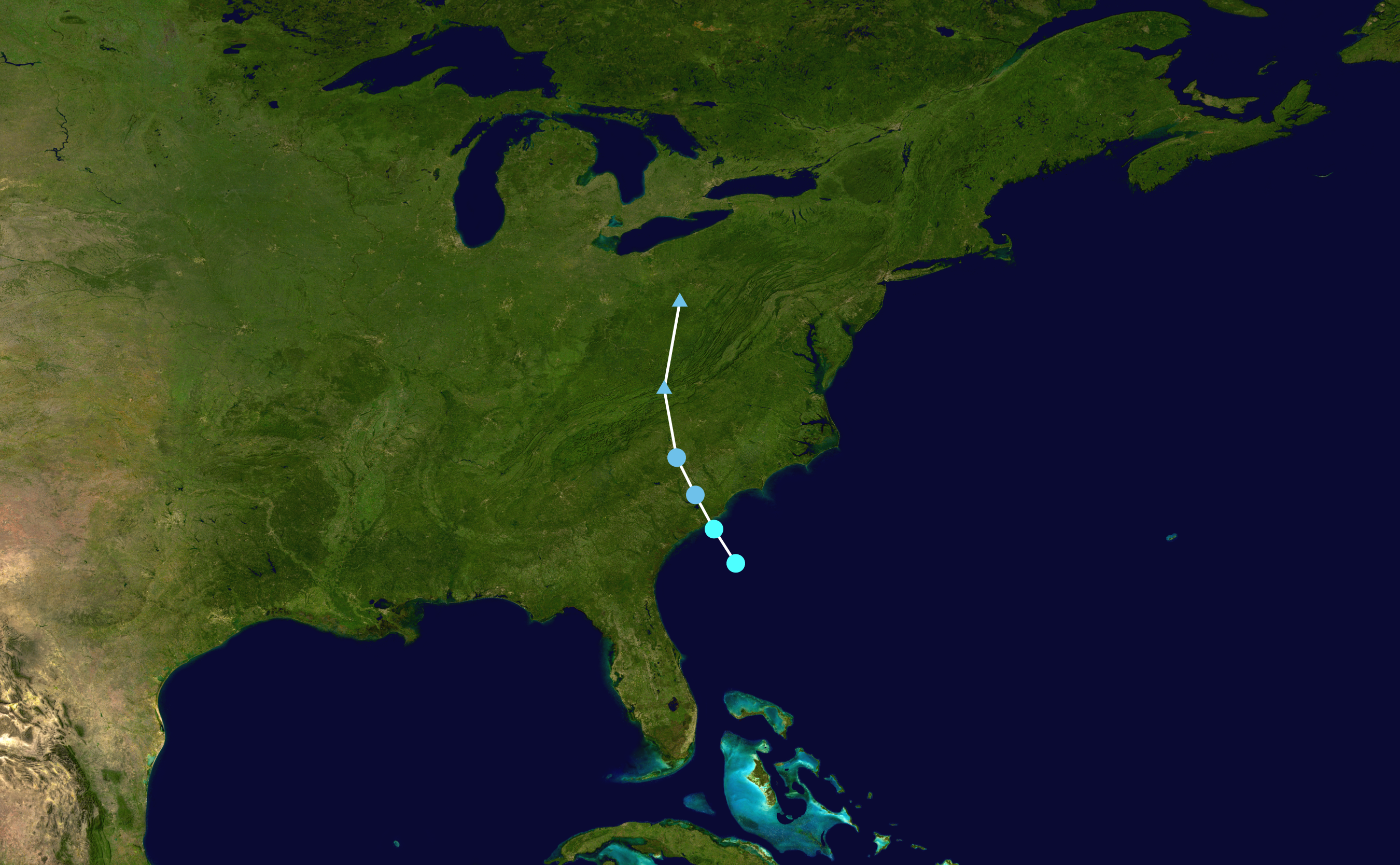
Карта шляху і інтенсивності Тропічного шторму Берта за шкалою Саффіра–Сімпсона

Подовжена область низького тиску, яка утворилася в південно-східній частині Мексиканської затоки 24 травня.  Мінімум переміщався  по південній Флориді в західній частині Атлантичного океану, виробляючи широку область гроз. Національний центр ураганів (NHC) вперше згадується система в спеціальному тропічному погоди прогноз на 25 травня, оцінюючи 20% -ий шанс для розвитку, в зв'язку з очікуваним сильним зсувом вітру , близькість до землі, і сухе повітря. До того часу мінімум пройшов через південь Флориди в західну частину Атлантичного океану, утворюючи широко розповсюджену область гроз. Слабкий поверхневий низький рівень утворився поблизу Орландо, штат Флорида, на початку 26 травня, який рухався на північний схід над водою до початку наступного дня. Згодом NHC збільшив потенціал розвитку системи до 30%.
На початку 27 травня система розробила чітко визначений центр під зоною організованих гроз. Крім того, морський буй зафіксував тропічні штормові вітри. NHC підрахував, що система перетворилася на Тропічний шторм Берта о 06:00  UTC того дня, розташована приблизно за 225 миль на схід від Саванни, штаті Джорджія
Оперативно, лише о 12:30 UTC НГК ініціював консультації щодо Берти.  Буря мала характеристики як тропічного, так і субтропічного циклону , але NHC визначила її як тропічну через невеликий радіус шторму, що має максимальний вітер.  Після утворення Берта рухалася на північний захід навколо західного боку хребта над західною Атлантикою.  О 12:00 за UTC UTC шторм досягнув пікових вітрів 50 миль/год (85 км/год); це базувалося на спостереженнях буйів та чітко визначених кривих дощових смуг шторму поблизу центру. Його штормовий вітер поширювався лише на 35 миль від центру.  О 13:00 UTC 27 травня 2020 року Берта здійснила вихід біля острова Палмс, штат Південна Каролінав той час як на піку інтенсивності. Шторм швидко слабшав, просуваючись углиб суші, за кілька годин після виходу на берег перейшов у статус тропічної депресії. Западина повернула на північ, рухаючись через західну частину Північної Кароліни та в західну Вірджинію. На початку 28 травня Берта перейшла в позатропічний циклон , який зберігався ще 12 годин, перш ніж розсіятися над північною Західною Вірджинією.

## Підготовка та наслідки

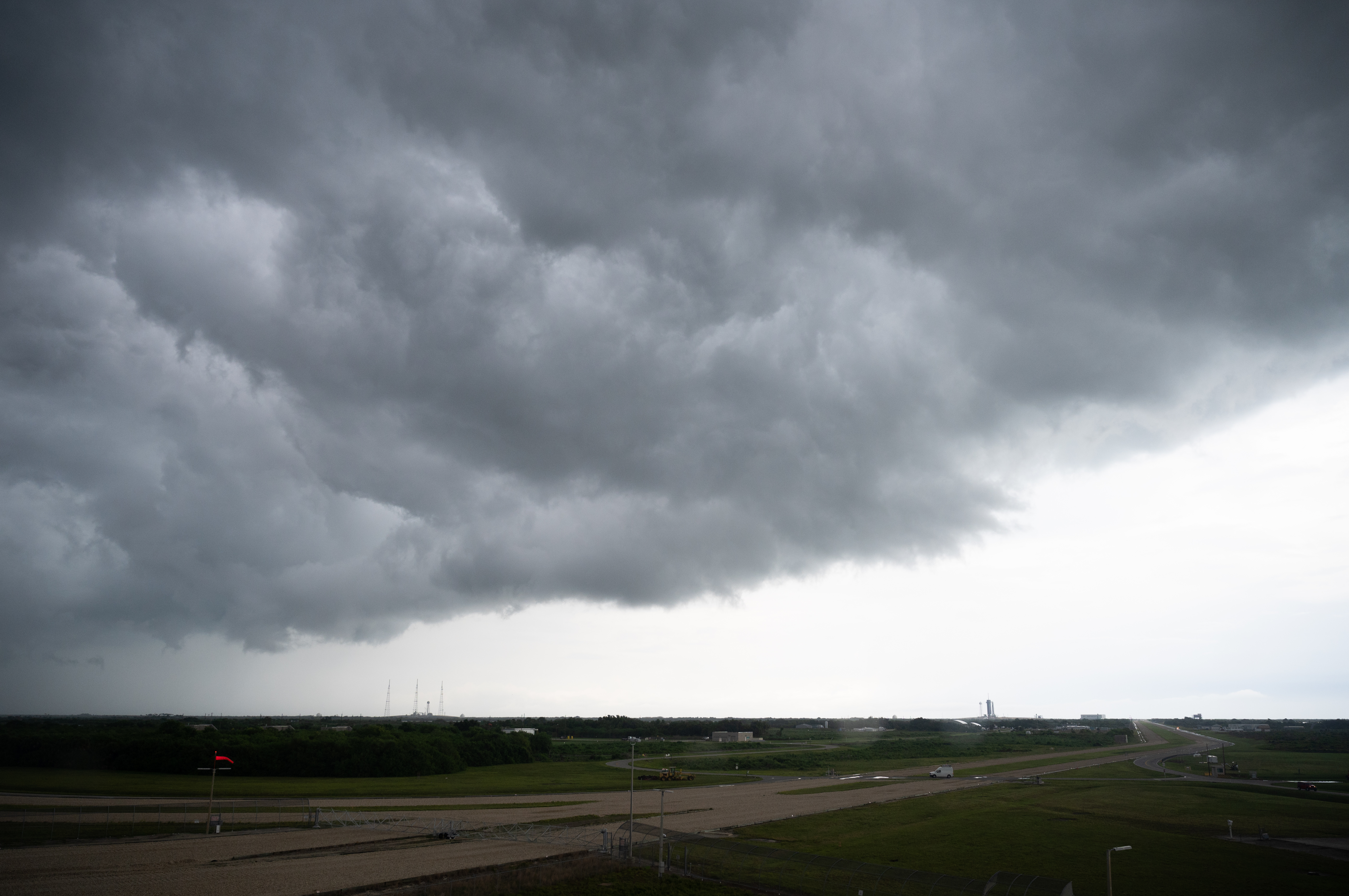
Грозові хмари в Космічному центрі Кеннеді, що зірвало запуск екіпажу Dragon Demo-2

### Флорида
Тропічний шторм Берта спричинив сильні опади по всій Південній Флориді, яка досягла 8–10 дюймів (200–250 мм) у кількох місцях. Пік накопичення за 72 години становив 360 мм, зафіксований у Маямі.  Швидкість опадів 4 дюйма (100 мм) на годину сприяла загальному обсягу 190 мм там, що вдвічі збільшило попередній рекорд дощових опадів. Тропічний шторм породив торнадо EF1 в місті Аладдін, який видавав вітри швидкістю 140 миль / год (140 км / год) і знаходився на землі 7,77 км. Торнадо пошкодив дерева та огорожі та перекинув кілька кемперів. Було також воронкообразное хмара в Broward County. Грози спричинили град діаметром до 25 мм у районі Веллінгтона , а також пориви вітру, оцінювані до 105 миль / год (105 км / год).
У Маямі та його околицях дощі затопили будинки та проїжджі частини, особливо неподалік від каналів.  Деякі будинки навіть повідомляли про часткове обвалення даху на пляжі Халлендейл та Голлівуді внаслідок сильних опадів.  Місцева поліція Ель-Порталу попросила, щоб Південно-Флоридський район управління водними ресурсами відкрив шлюзи для полегшення повені в цих каналах. Вода потрапили в транспортні засоби та будівлі в Маямі-Біч та Хіалеа , що призвело до рятування людей з води. Мер Гіалеа попросив жителів залишатися в приміщенні відповідно. Дні сильних опадів спонукали місцеві відділи Національної служби погоди погоди видала попередження про повені, і  сильні грози - додаткові рекомендації.  Сильний порив вітру повалив дерево на трасу A1A . Оскільки шторм, рухався на північний схід, він також спричинив незначні повені поблизу св. Августина. Неспокійна погода, змусила скасувати запланований запуск Crew Dragon Demo-2 27 травня з мису Канаверал. Місія була розпочата через три дні. Шкода штату оцінюється у $71 000 доларів.

### Південна Кароліна

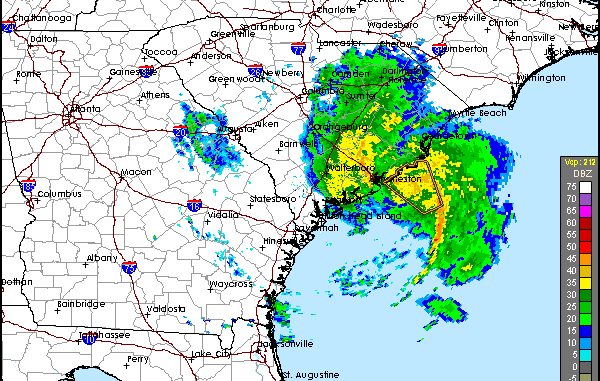
leftТропічний штоом Берта на березі біля Чарльстона, Південна Кароліна

Напередодні утворення шторму, NHC попередив про потенціал, що система може спричинити, небезпечні для життя прибій.  Після утворення шторму, NHC опублікував попередження про тропічний шторм для узбережжя Південної Кароліни від пляжу Едісто до річки Саут-Санті , лише за годину до виходу на воду. Національний центр ураганів попередив, що за із-за попередніх дощів можуть призвести до небезпечних для життя повені в річок. 
Вибравшись на берег, Берта спричинила невеликий штормовий сплеск , що спричинило затоплення берегів . Пляж Райтсвілль, штат Північна Кароліна, зафіксував рівень води на 1,32 фута (0,40 м) вище норми, найвищі припливи, пов’язані з штормом також випала кількість опадів у Південній Кароліні, досягнувши в деяких місцях 130 мм. Пориви вітру на суші досягали 85 км / год у затоці Вінья.
Повені в Чарльстоні, штат Південна Кароліна, затопили вулиці та машини. Кілька потоків перевищили свої береги в окрузі Ланкастер , затопивши деякі мости. По всій Південній Кароліні сталися незначні перебої з електроенергією. Повідомлялося про одного загиблого в Міртл-Біч через струм  після шторму, який здійснив вихід сушу. Рясні дощі в Північній Кароліні затопили дороги та струмки поблизу Шарлотти.  Залишки шторму породили короткий торнадо EF0 на півночі округу Уоррен, який зруйнував будівлю та збив кілька дерев. Збиток від торнадо оцінюється у $50 000 доларів.  Щонайменше десять людей потребували порятунку в Серф-Сіті. 

### США
Залишки Берти пізніше принесли дощі в Західну Вірджинію, що призвело до повені в окрузі Канавха, яка затопила деякі дороги. Шкода по всій штаті оцінюється у 16 000 доларів.  Опади з Берти розповсюдились на північний схід штату Огайо, де це був найперший тропічний циклон, який вплинув на штат. [34]. У Пітсбурзі , штат Пенсільванія, зафіксовано 0,61 опадів (15 мм) опадів, пов’язаних із штормом.